# Montaulin
Montaulin est une commune française, située dans le département de l'Aube en région Grand Est.

## Géographie
| Rouilly-Saint-Loup | Ruvigny   | Courteranges       |
|                    | Montaulin | Lusigny-sur-Barse  |
| Verrières          | Clerey    | Fresnoy-le-Château |

La commune de Montaulin, située en Champagne humide se trouve à dix kilomètres de Troyes. Le lac d'Orient se trouve aussi à proximité, situation idéale pour les loisirs en été. Les habitants du village s'appellent les Montaulinoises et Montaulinois (Gentilé).

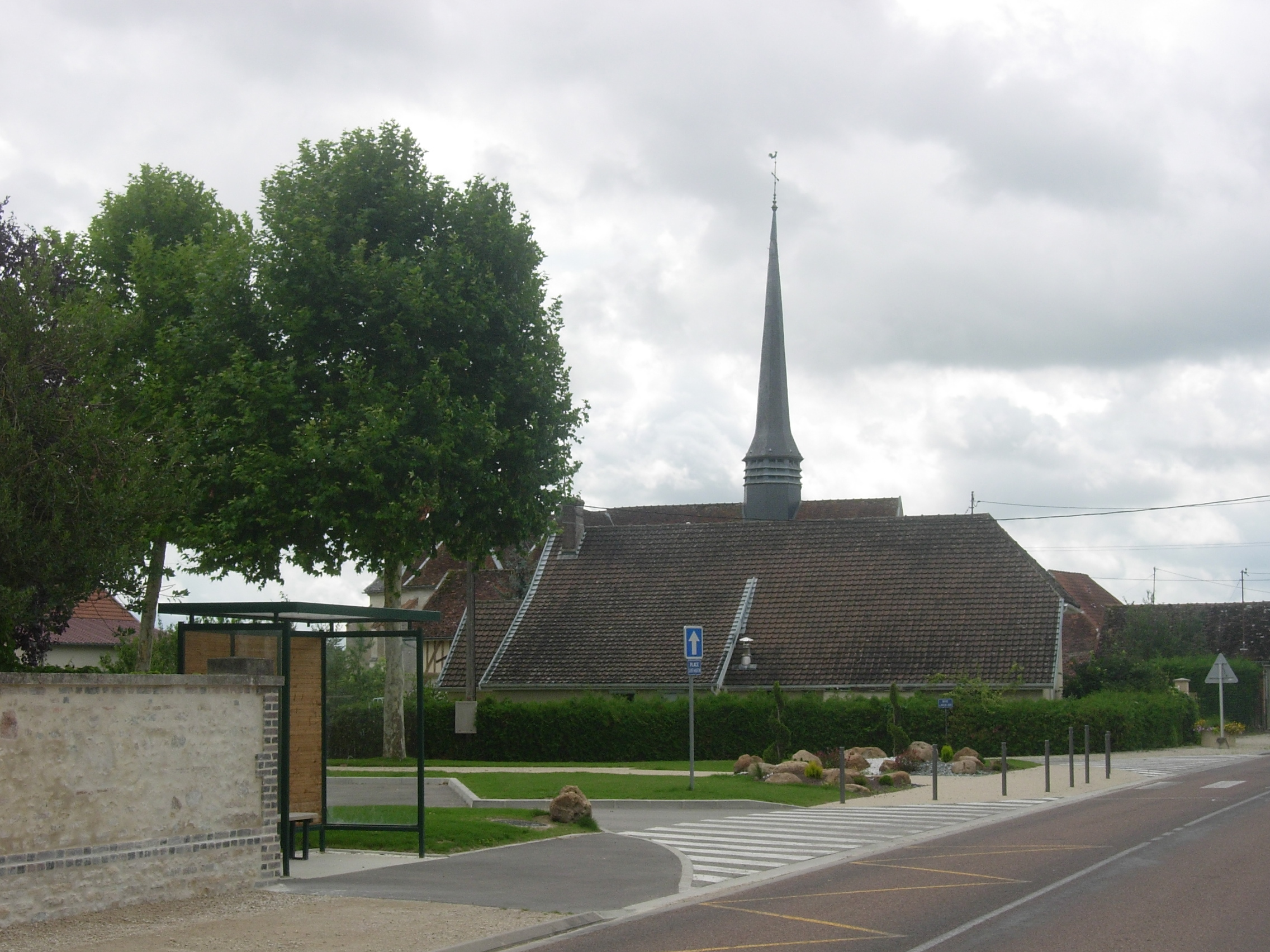
La place du village.
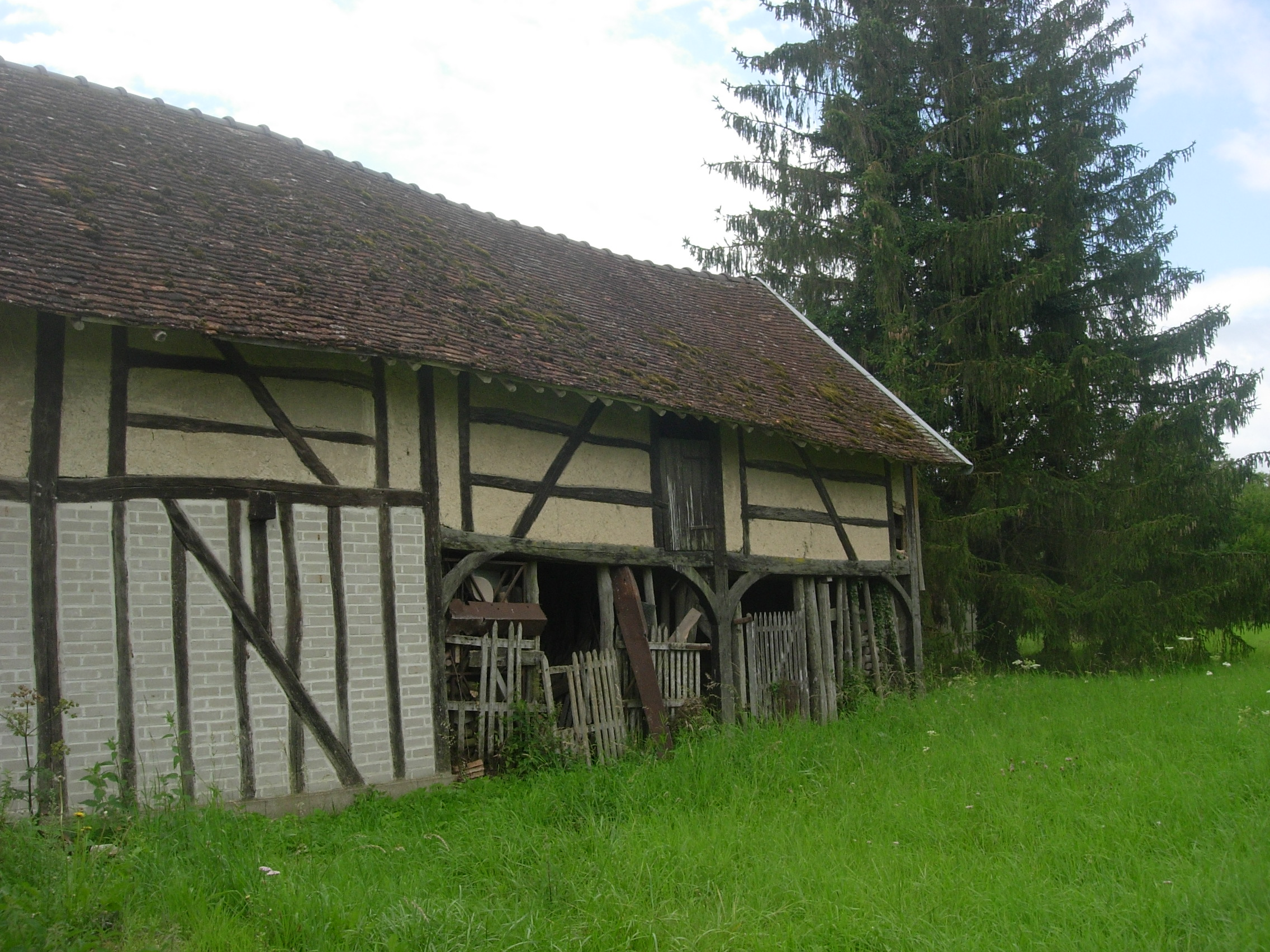
Une ancienne ferme du village.

### Hydrographie
La commune est dans la région hydrographique « la Seine de sa source au confluent de l'Oise (exclu) » au sein du bassin Seine-Normandie. Elle est drainée par la Barse, la Civanne, la Rance, un bras de l'Ecorce, le Fossé 01 de la Brosse, le ruisseau Fosserot et divers autres petits cours d'eau,.
La Barse, d'une longueur de 50 km, prend sa source dans la commune de Puits-et-Nuisement et se jette  dans la Seine à La Chapelle-Saint-Luc, après avoir traversé 17 communes.

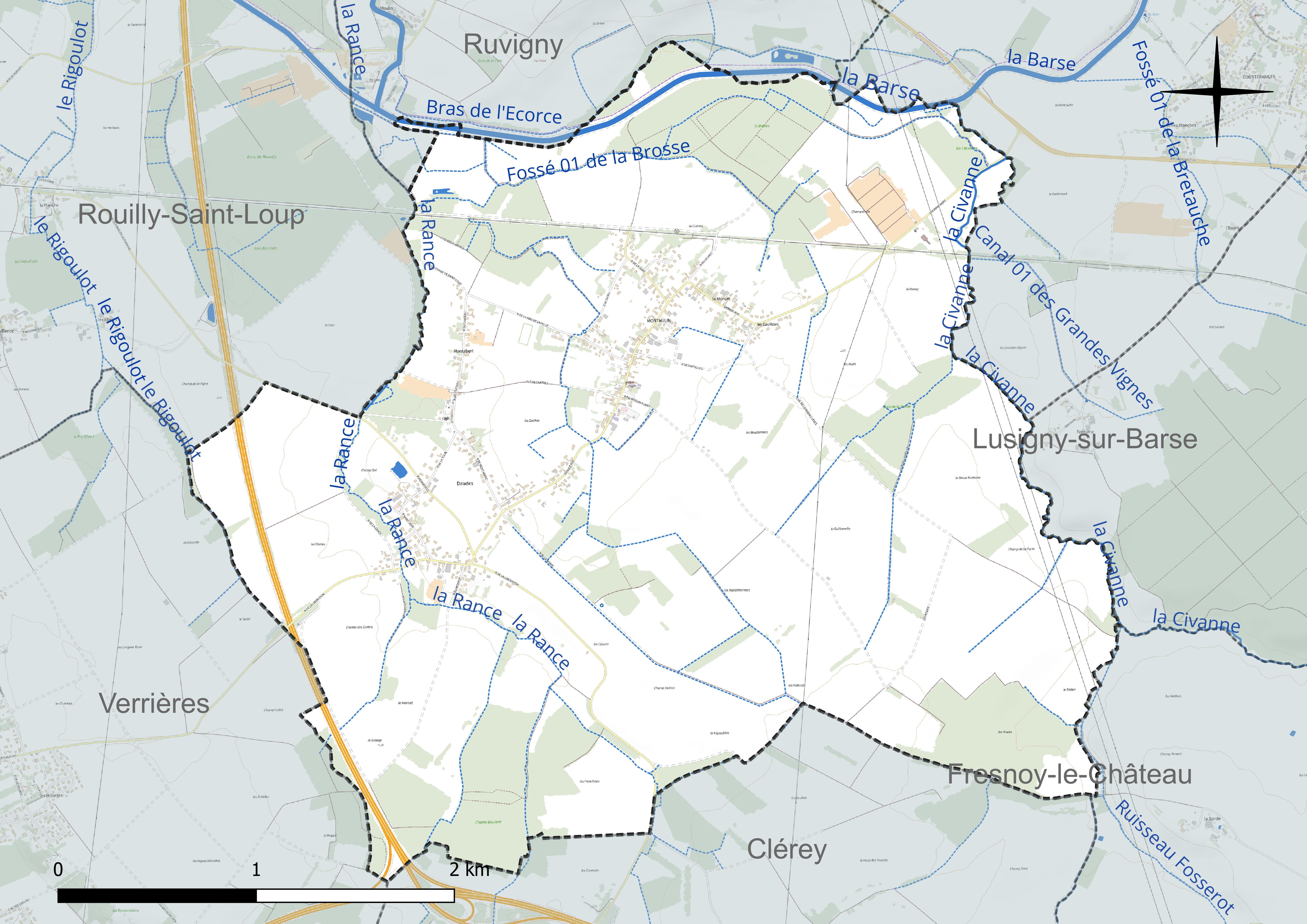
Réseau hydrographique de Montaulin.

La Civanne, d'une longueur de 13 km, prend sa source dans la commune de Chauffour-lès-Bailly et se jette  dans la Barse à Courteranges, après avoir traversé huit communes.

### Climat
Pour des articles plus généraux, voir Climat du Grand Est et Climat de l'Aube.
En 2010, le climat de la commune est de type climat océanique dégradé des plaines du Centre et du Nord, selon une étude du Centre national de la recherche scientifique s'appuyant sur une série de données couvrant la période 1971-2000. En 2020, Météo-France publie une typologie des climats de la France métropolitaine dans laquelle la commune est exposée à un climat océanique altéré et est dans la région climatique Lorraine, plateau de Langres, Morvan, caractérisée par un hiver rude (1,5 °C), des vents modérés et des brouillards fréquents en automne et hiver.
Pour la période 1971-2000, la température annuelle moyenne est de 10,4 °C, avec une amplitude thermique annuelle de 15,7 °C. Le cumul annuel moyen de précipitations est de 709 mm, avec 11,9 jours de précipitations en janvier et 7,8 jours en juillet. Pour la période 1991-2020, la température moyenne annuelle observée sur la station météorologique de Météo-France la plus proche, « Mesnil-Saint-Père », sur la commune de Mesnil-Saint-Père à 11 km à vol d'oiseau, est de 11,4 °C et le cumul annuel moyen de précipitations est de 772,6 mm. 
La température maximale relevée sur cette station est de 41 °C, atteinte le 25 juillet 2019 ; la température minimale est de −20,5 °C, atteinte le 2 janvier 1997,,.
Les paramètres climatiques de la commune ont été estimés pour le milieu du siècle (2041-2070) selon différents scénarios d'émission de gaz à effet de serre à partir des nouvelles projections climatiques de référence DRIAS-2020. Ils sont consultables sur un site dédié publié par Météo-France en novembre 2022.

## Urbanisme

### Typologie
Au 1er janvier 2024, Montaulin est catégorisée bourg rural, selon la nouvelle grille communale de densité à 7 niveaux définie par l'Insee en 2022.
Elle est située hors unité urbaine. Par ailleurs la commune fait partie de l'aire d'attraction de Troyes, dont elle est une commune de la couronne,. Cette aire, qui regroupe 209 communes, est catégorisée dans les aires de 200 000 à moins de 700 000 habitants,.

### Occupation des sols
L'occupation des sols de la commune, telle qu'elle ressort de la base de données européenne d’occupation biophysique des sols Corine Land Cover (CLC), est marquée par l'importance des territoires agricoles (78,6 % en 2018), une proportion sensiblement équivalente à celle de 1990 (79,1 %). La répartition détaillée en 2018 est la suivante : 
terres arables (68,5 %), forêts (16,5 %), zones agricoles hétérogènes (6,6 %), zones urbanisées (4,9 %), prairies (3,5 %). L'évolution de l’occupation des sols de la commune et de ses infrastructures peut être observée sur les différentes représentations cartographiques du territoire : la carte de Cassini (XVIIIe siècle), la carte d'état-major (1820-1866) et les cartes ou photos aériennes de l'IGN pour la période actuelle (1950 à aujourd'hui).

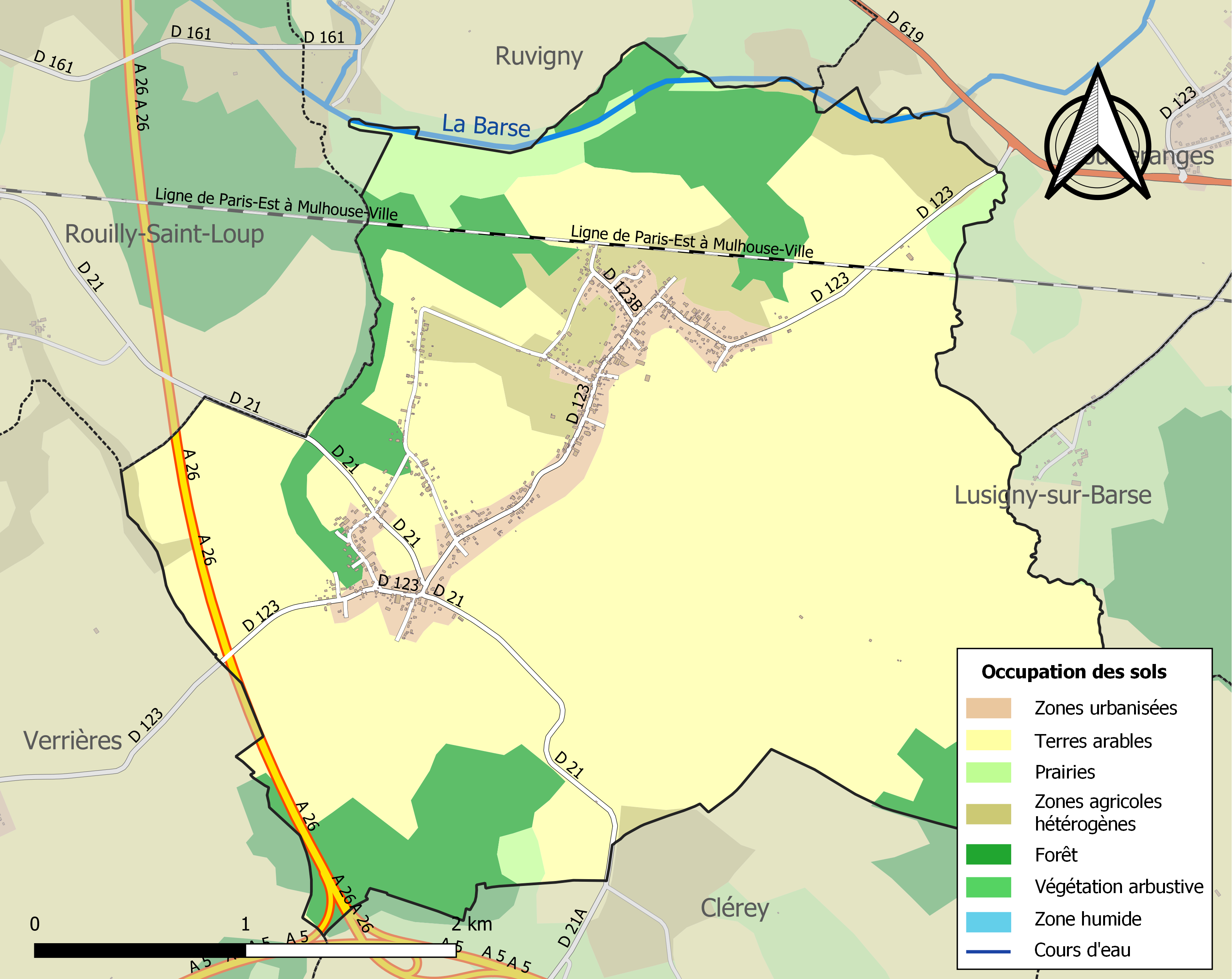
Carte des infrastructures et de l'occupation des sols de la commune en 2018 (CLC).

## Histoire
En 1789, le village dépendait de l'intendance et de la généralité de Châlons, de l'élection et du bailliage de Troyes ainsi que de la mairie royale de Lusigny. Daudes et Montabert ont été réunis à la commune en l'an III.

## Politique et administration

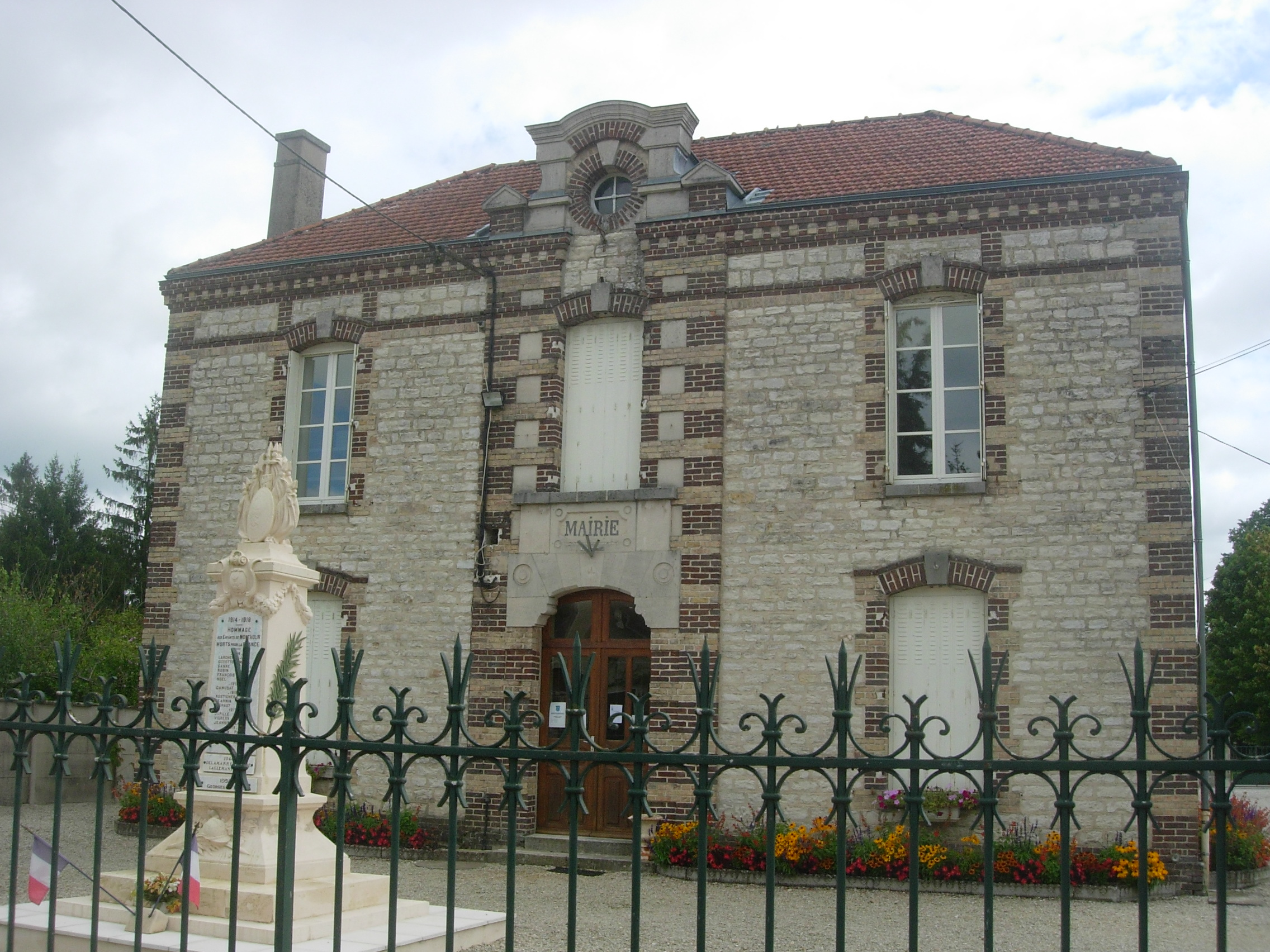
La mairie de Montaulin.

| Période                                  | Période  | Identité            | Étiquette | Qualité                   |
| ---------------------------------------- | -------- | ------------------- | --------- | ------------------------- |
| avant 1981                               | ?        | Maurice Richard     |           |                           |
| mars 2001                                | 2008     | Georges Di Guiseppe |           |                           |
| mars 2008                                | En cours | Philippe Schmitt    | DVD       | Entrepreneur en bâtiments |
| Les données manquantes sont à compléter. |          |                     |           |                           |

## Démographie
L'évolution du nombre d'habitants est connue à travers les recensements de la population effectués dans la commune depuis 1793. Pour les communes de moins de 10 000 habitants, une enquête de recensement portant sur toute la population est réalisée tous les cinq ans, les populations de référence des années intermédiaires étant quant à elles estimées par interpolation ou extrapolation. Pour la commune, le premier recensement exhaustif entrant dans le cadre du nouveau dispositif a été réalisé en 2008.

En 2022, la commune comptait 818 habitants, en évolution de +1,11 % par rapport à 2016 (Aube : +0,7 %, France hors Mayotte : +2,11 %).
| 1793 | 1800 | 1806 | 1821 | 1831 | 1836 | 1841 | 1846 | 1851 |
| ---- | ---- | ---- | ---- | ---- | ---- | ---- | ---- | ---- |
| 363  | 722  | 670  | 536  | 548  | 564  | 542  | 511  | 516  |

| 1856 | 1861 | 1866 | 1872 | 1876 | 1881 | 1886 | 1891 | 1896 |
| ---- | ---- | ---- | ---- | ---- | ---- | ---- | ---- | ---- |
| 504  | 460  | 465  | 453  | 453  | 418  | 384  | 373  | 379  |

| 1901 | 1906 | 1911 | 1921 | 1926 | 1931 | 1936 | 1946 | 1954 |
| ---- | ---- | ---- | ---- | ---- | ---- | ---- | ---- | ---- |
| 374  | 387  | 353  | 314  | 333  | 338  | 351  | 349  | 387  |

| 1962 | 1968 | 1975 | 1982 | 1990 | 1999 | 2006 | 2008 | 2013 |
| ---- | ---- | ---- | ---- | ---- | ---- | ---- | ---- | ---- |
| 353  | 374  | 388  | 538  | 573  | 627  | 701  | 722  | 806  |

| 2018 | 2022 | - | - | - | - | - | - | - |
| ---- | ---- | - | - | - | - | - | - | - |
| 806  | 818  | - | - | - | - | - | - | - |

## Lieux et monuments

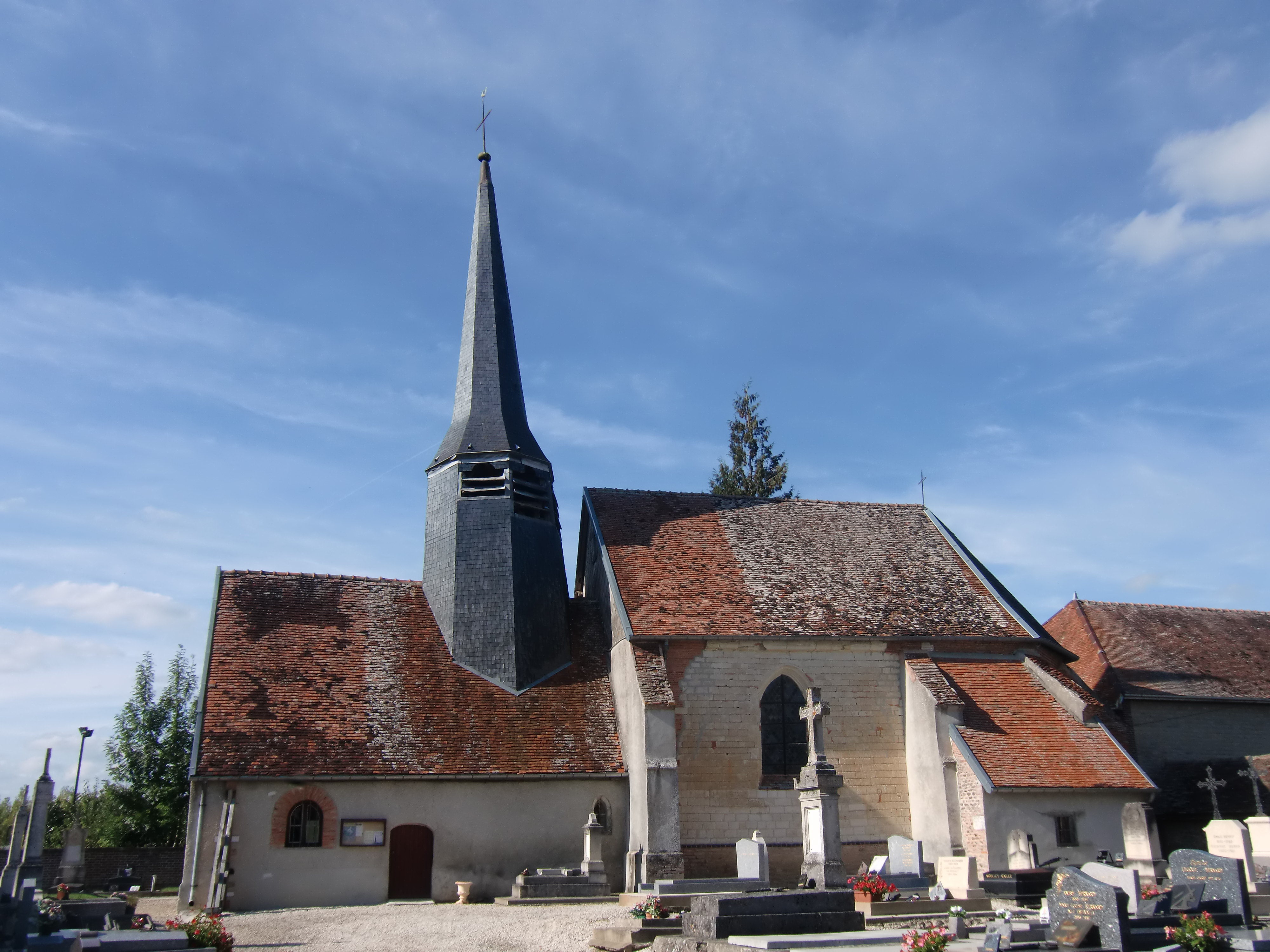
Église de Daudes.

Ce petit village possède deux églises (une dans le hameau de Daudes et l'autre à Montaulin) :
- Église Saint-Jean-Baptiste à Daudes est d'origine romane. Elle a été refaite en 1771 puis au XIXe siècle[21]. Sa paroisse était au Grand doyenné de Troyes à la seule collation de l'évêque et recouvrait a communauté de Montabert. Bien qu'une baie puisse remonter au XIIe siècle la majeure partie du monument est du XVIe siècle. Elle possède un baptistère ancien[22].
- Église Saint-Martin de Montaulin a été élevée d'est en ouest au XVe siècle avec une baie du XIIe siècle au pignon occidental. Les pans sont coupés en losanges biaisés. On projeta d'allonger à l'ouest les bras du transept doublé pour en faire une église-halle. Mais entre 1879 et 1880 des bas-côtés ont été ajoutés à la nef[21]. Elle a comme mobilier : une dalle funéraire de la famille de Mesgrigny[23] une vierge à l'enfant du XVe siècle[24] en bois avec des traces de polychromie et une vierge de pitié du XVe siècle[25] en calcaire avec des traces de peinture. Ancienne paroisse du Gran-doyenné de Troyes elle avait l'église de Verrières pour succursale et était à la collation de l'évêque.

Deux écoles ont été construites dans le bourg. La place Saint-Martin se situe à côté de la mairie ; elle sert de parking. Parfois, la commune y accueille ses exposants lors du vide-grenier annuel. À proximité se trouve la Vélovoie des lacs, un site d'accrobranche et un centre équestre. Le château de Montabert construit par Paillot de Montabert a été reconstruit après un incendie.

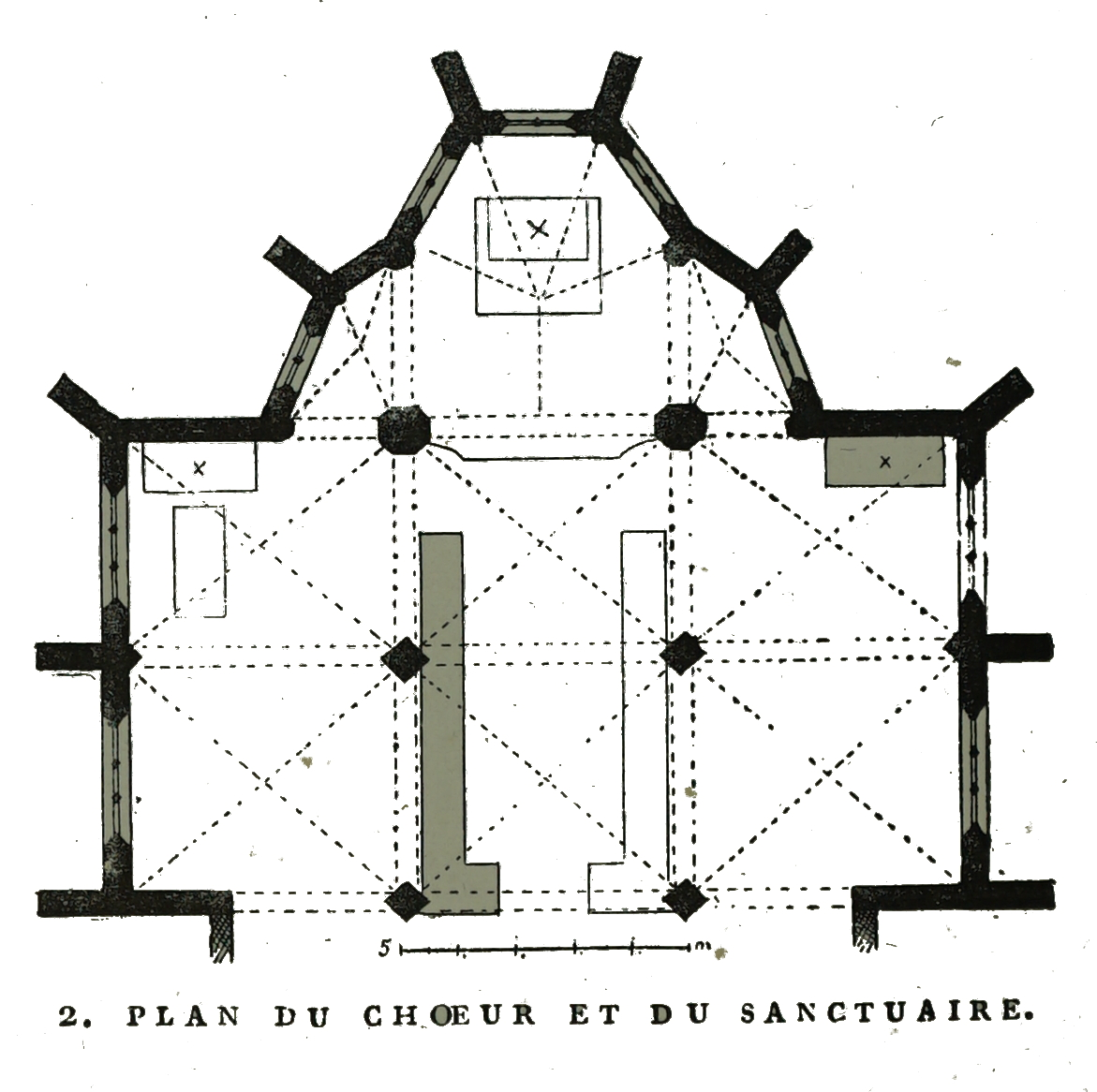
Plan du chœur et du sanctuaire,
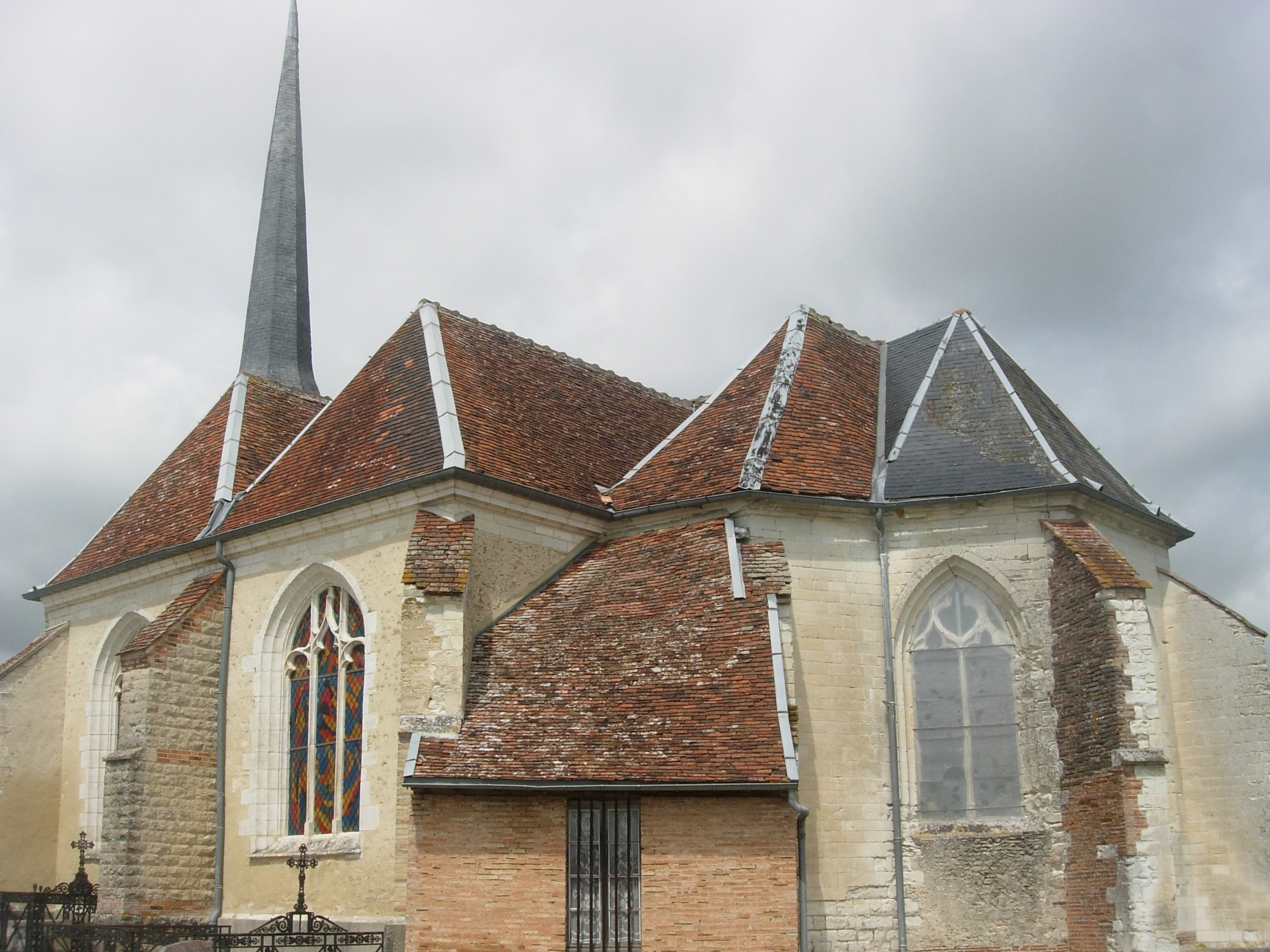
L'église de Montaulin.
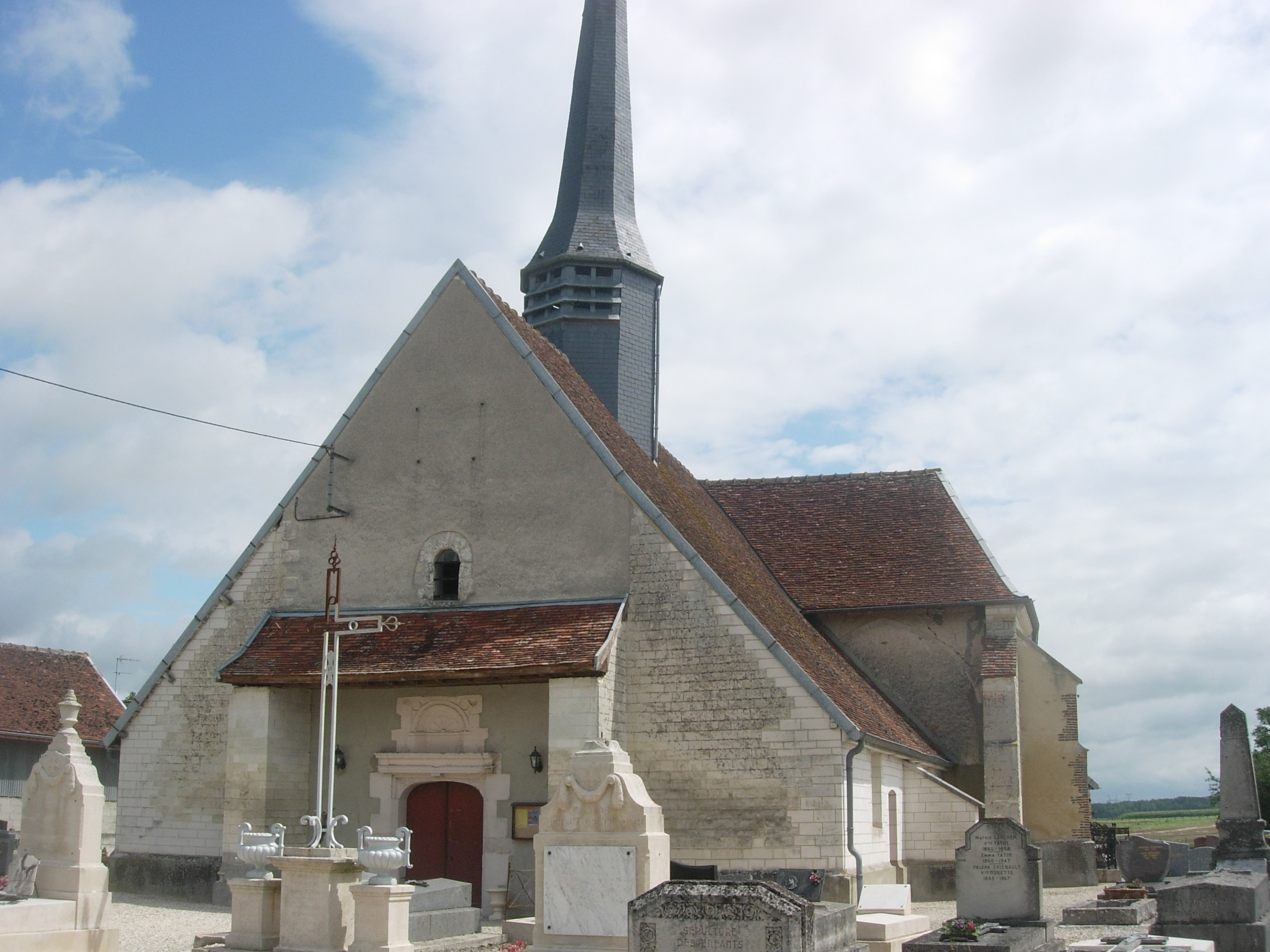
L'église de Montaulin entourée de son cimetière.
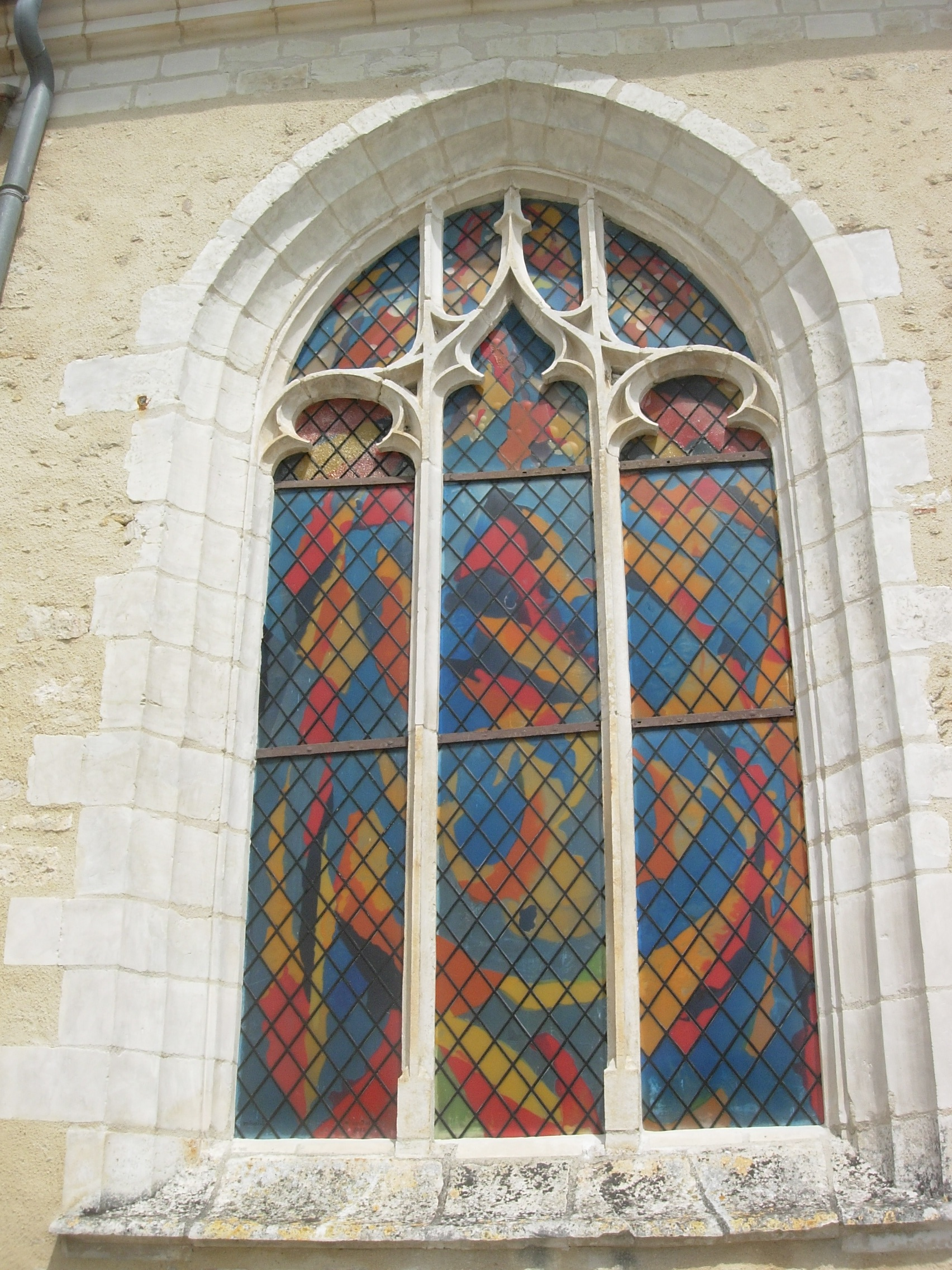
Verrière de l'église de Montaulin.

## Monument aux morts

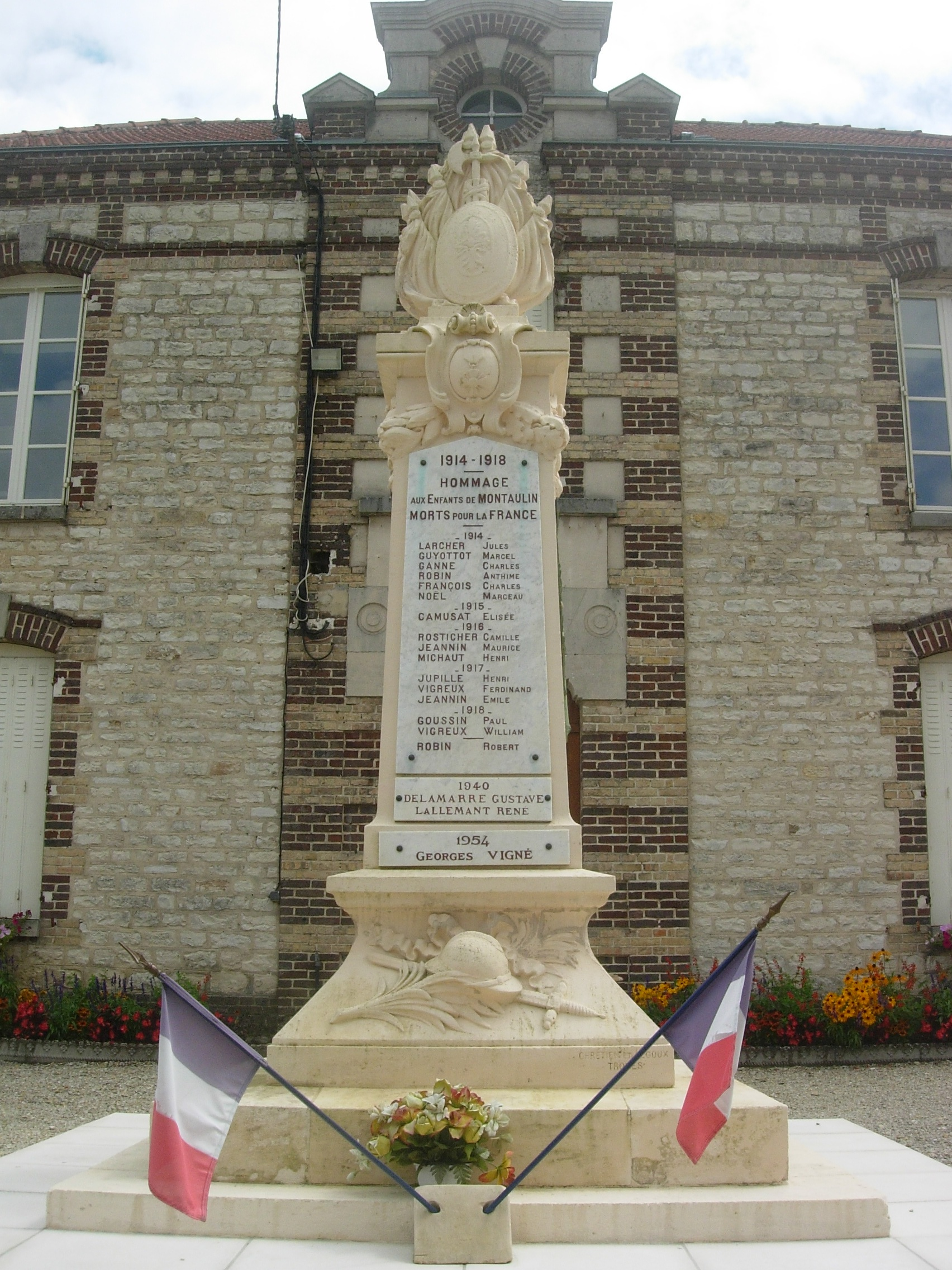
Le Monument aux morts du village.
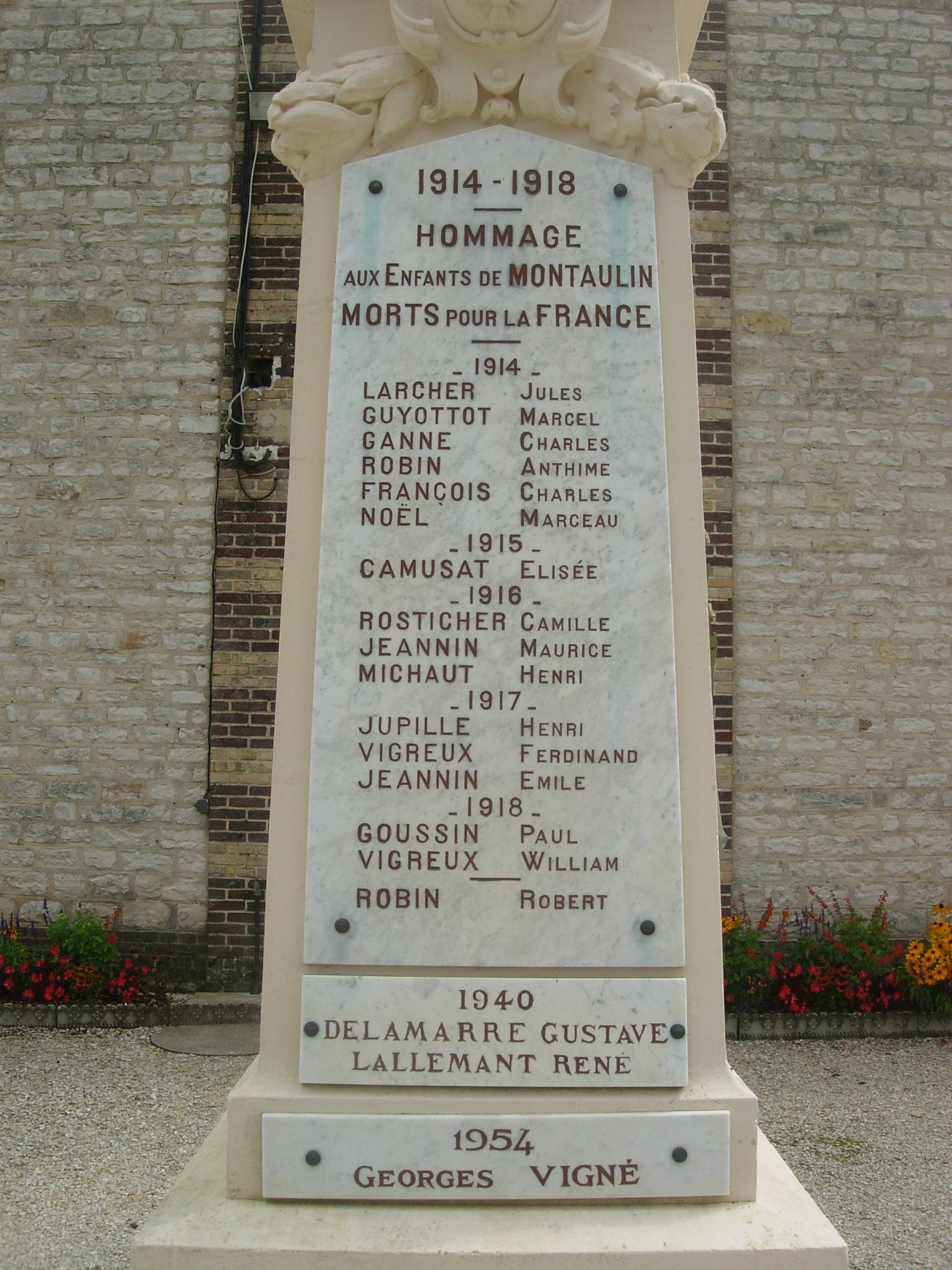
Liste des morts pour la France.
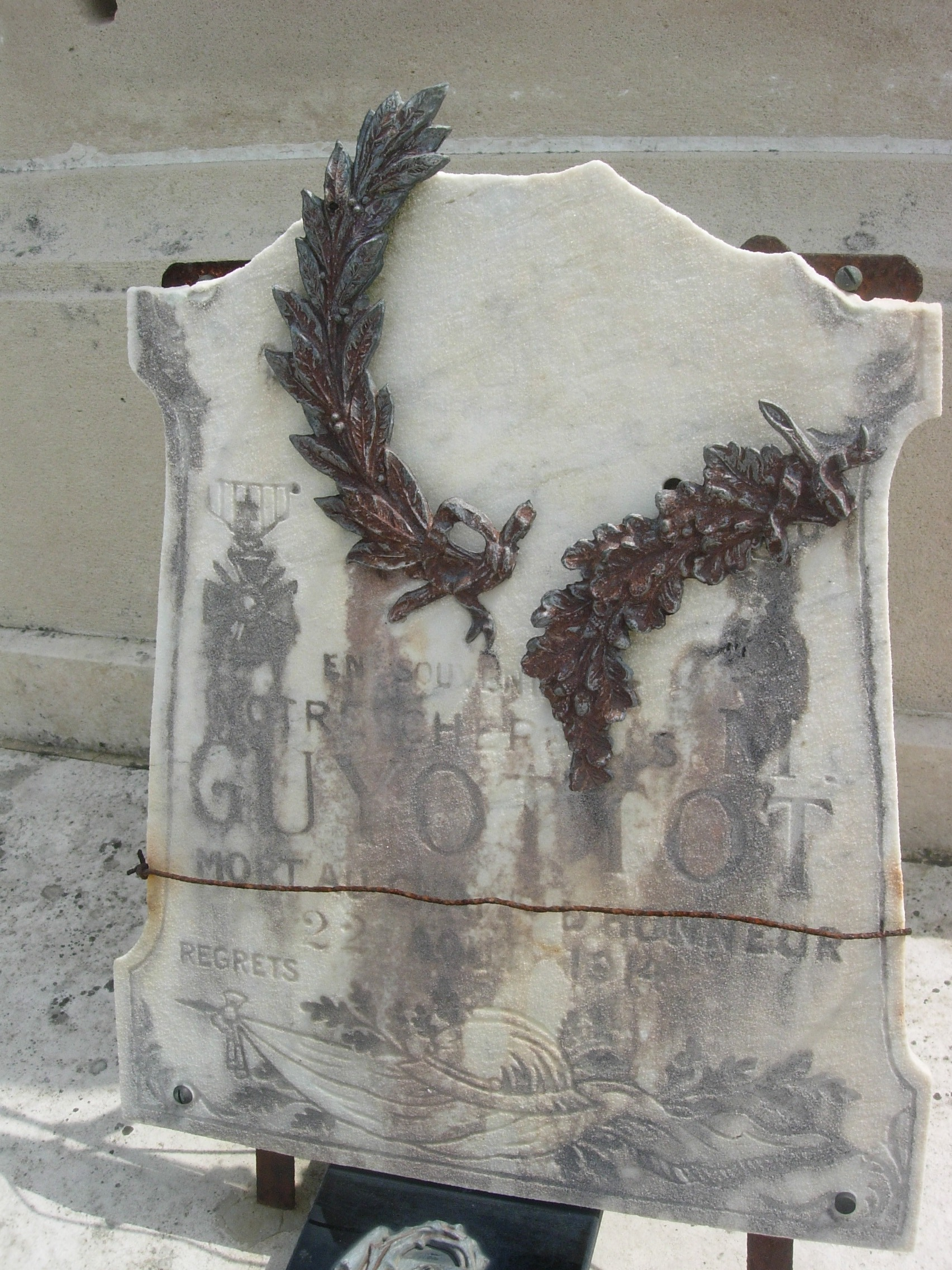
Tombe de Marcel Guyottot, mort le 22 août 1914 en Belgique, au cimetière de Montaulin.
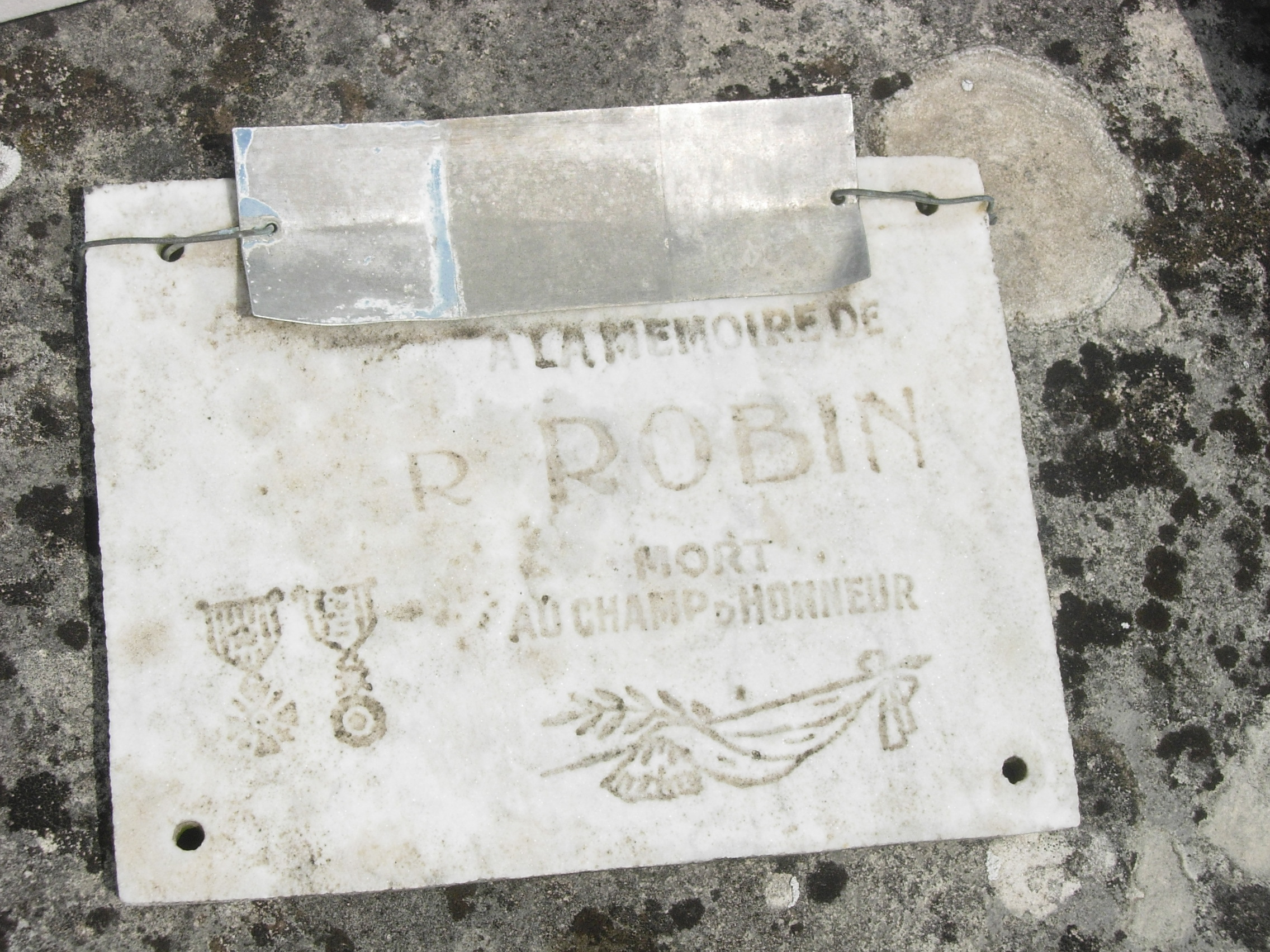
Tombe de Robert Robin, mort pour la France, au cimetière de Montaulin.
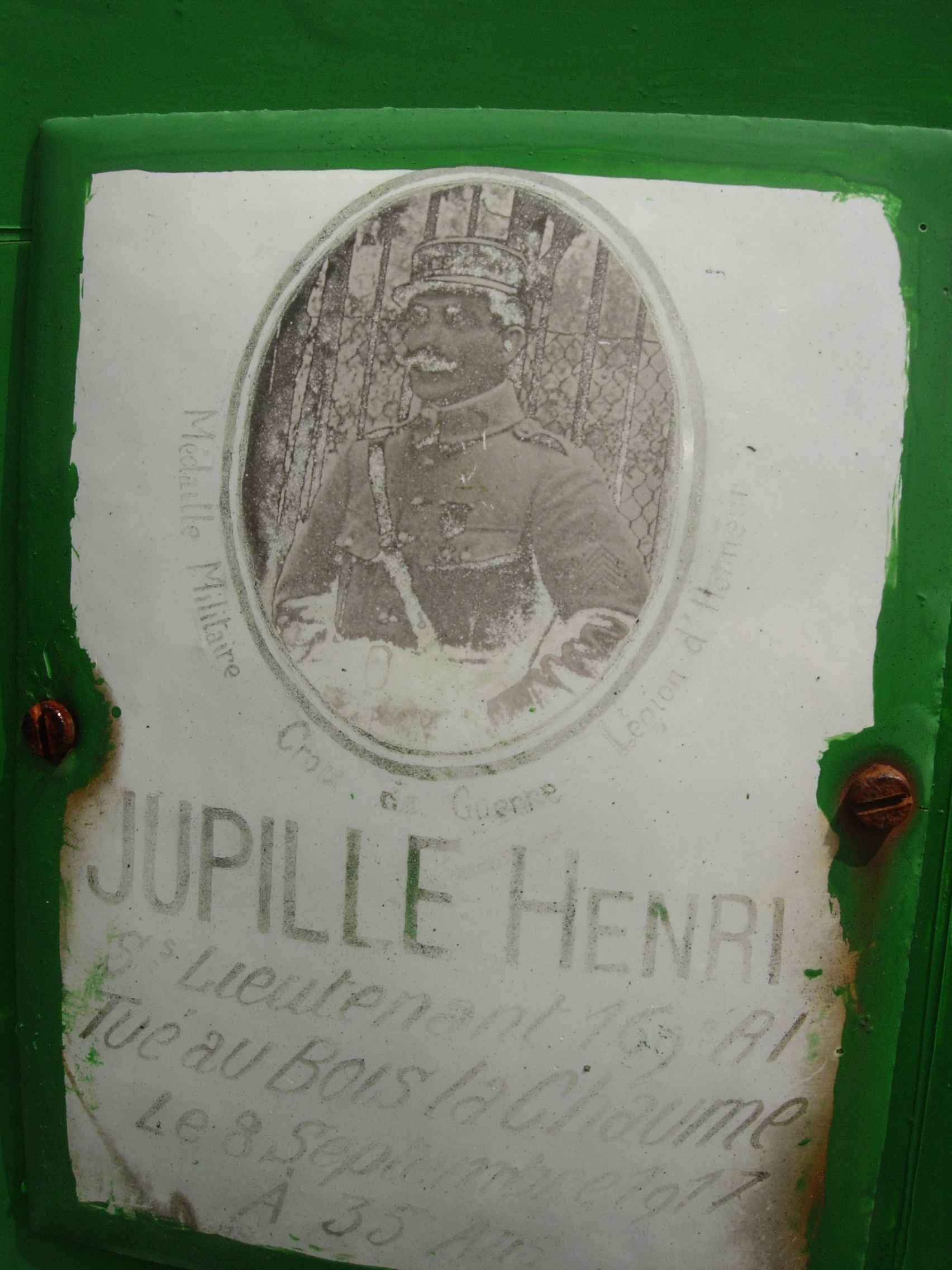
Tombe de Henri Jupille, mort le 9 septembre 1917 au bois de la Chaume.

## Équipement

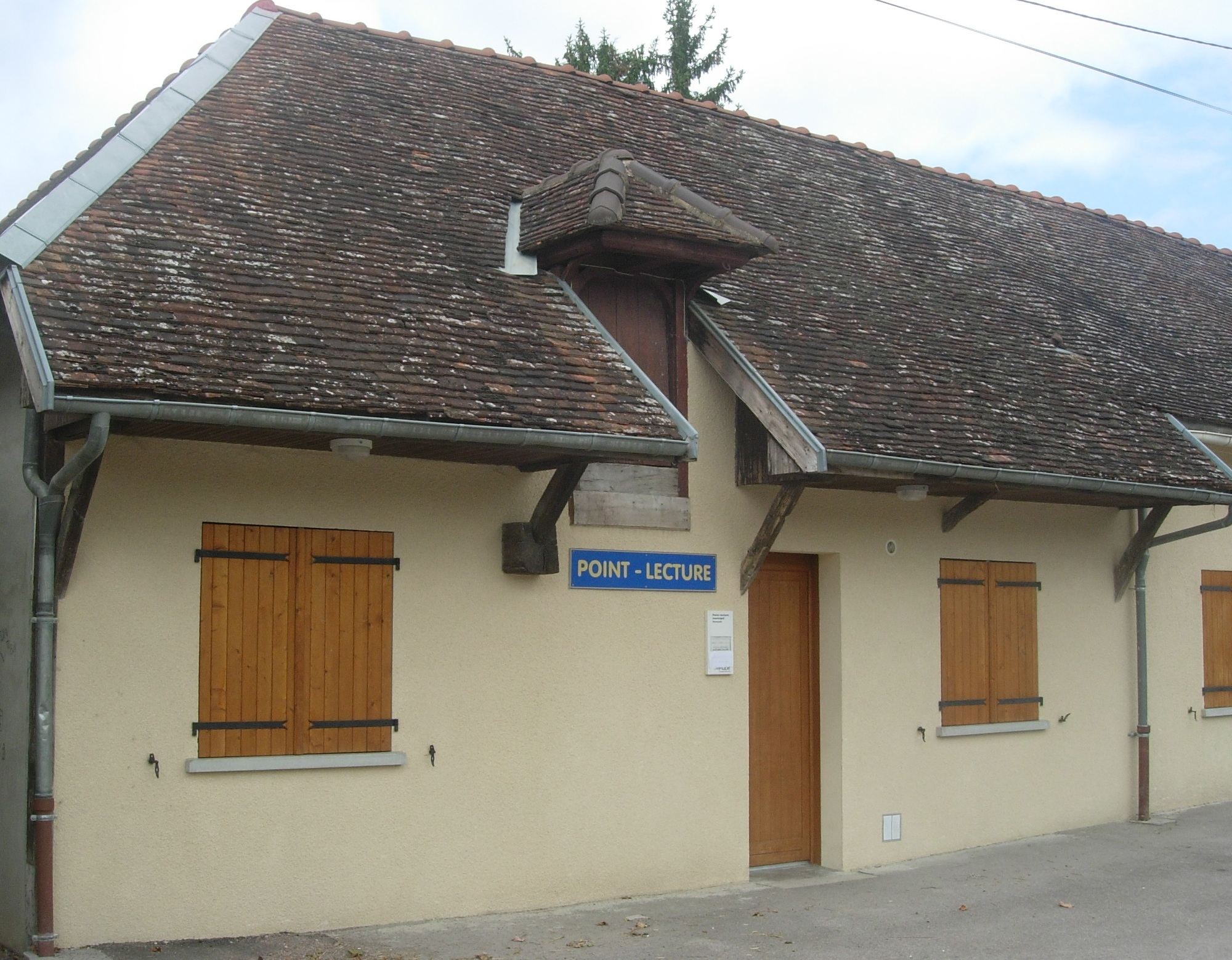
Le point lecture du village.

La commune est dotée d'un point lecture qui met à disposition des habitants du village, dont les enfants de l'école, des livres prêtés par la Bibliothèque départementale de prêt de l'Aube. Une navette de cette dernière complète l'offre en apportant des ouvrages à la demande. Ainsi, même si le choix est modeste, il est possible malgré tout de lire un livre qui au départ, ne se trouvait pas sur les rayonnages du point lecture.

## Héraldique
| Blason de Montaulin | Blason  | D'azur au clocher d’argent mouvant de la pointe, accosté à dextre d'un lion surmonté d'une couronne et à senestre de trois épis de blé en éventail, le tout d'or. |
| Blason de Montaulin | Détails | Le statut officiel du blason reste à déterminer. |